# Volant d’Or
Der Volant d’Or ist eine Auszeichnung im Badminton, die für die Platzierungen afrikanischer Badmintonspieler im kontinentalen Circuit, bei Afrikaspielen und bei Weltmeisterschaften im Dameneinzel und im Herreneinzel vergeben wird. Erstmals wurde er 2008 verliehen.

## Die Sieger und Platzierten
| Saison | Disziplin    | Erster               | Zweiter            | Dritter                |
| ------ | ------------ | -------------------- | ------------------ | ---------------------- |
| 2008   | Herreneinzel | Edwin Ekiring        | Eli Mambwe         | Greg Orobosa Okuonghae |
| 2008   | Dameneinzel  | Grace Daniel         | Hadia Hosny        | Kerry-Lee Harrington   |
| 2009   | Herreneinzel | Jinkan Ifraimu       | Ola Fagbemi        | Sahir Edoo             |
| 2009   | Dameneinzel  | Karen Foo Kune       | Stacey Doubell     | Susan Ideh             |
| 2010   | Herreneinzel | Jinkan Ifraimu       | Ola Fagbemi        | Sahir Edoo             |
| 2010   | Dameneinzel  | Karen Foo Kune       | Hadia Hosny        | Stacey Doubell         |
| 2011   | Herreneinzel | Edwin Ekiring        | Jacob Maliekal     | Jinkan Ifraimu         |
| 2011   | Dameneinzel  | Kerry-Lee Harrington | Stacey Doubell     | Hadia Hosny            |
| 2012   | Herreneinzel | Jacob Maliekal       | Jinkan Ifraimu     | Edwin Ekiring          |
| 2012   | Dameneinzel  | Shama Aboobakar      | Stacey Doubell     | Hadia Hosny            |
| 2013   | Herreneinzel | Jinkan Ifraimu       | Jacob Maliekal     | Joseph Abah Eneojo     |
| 2013   | Dameneinzel  | Grace Gabriel        | Hadia Hosny        | Kate Foo Kune          |
| 2014   | Herreneinzel | Edwin Ekiring        | Joseph Abah Eneojo | Abdelrahman Kashkal    |
| 2014   | Dameneinzel  | Grace Gabriel        | Shamim Bangi       | Hadia Hosny            |
| 2015   | Herreneinzel | Edwin Ekiring        | Jacob Maliekal     | Ali Ahmed El Khateeb   |
| 2015   | Dameneinzel  | Grace Gabriel        | Kate Foo Kune      | Hadia Hosny            |
| 2016   | Herreneinzel | Jacob Maliekal       | Edwin Ekiring      | Georges Paul           |
| 2016   | Dameneinzel  | Kate Foo Kune        | Nicky Chan-Lam     | Shamim Bangi           |